# Coldeast
Coldeast – osada w Anglii, w hrabstwie Devon. Leży 20,3 km od miasta Exeter, 39,7 km od miasta Plymouth i 272,5 km od Londynu. W 2015 miejscowość liczyła 1263 mieszkańców.